# Poljanice (Ljig)
Poljanice (srbsky Пољанице) jsou vesnice v západní části Srbska, administrativně spadající pod opštinu Ljig v Kolubarském okruhu. Vesnice se nachází východně od města Ljig, soustředěna je v širokém údolí říčky Kačer, přítoku Ljigu. Je částečně kompaktní a částečně rozptýlená v krajině. V roce 2011 zde žilo 439 obyvatel.
Z národnostního hlediska je obyvatelstvo v drtivé většině srbské národnosti.
Vesnicí prochází silnice regionálního významu, která spojuje obce Ljig a Aranđelovac.